# Кромино (Калужская область)
Кромино — деревня в Бабынинском районе Калужской области, входящая в сельское поселение «Село Муромцево».
Находится на территории национального парка Угра.
В «Списке населенных мест Калужской губернии» за 1859 год значится как владельческая деревня при реке Выссе в Перемышльском уезде, в которой насчитывалось 29 дворов и проживало 195 человек.
| 2002 | 2010 |
| ---- | ---- |
| 36   | ↗62  |